# أخيليش ياداف
أخيليش ياداف (بالأردية: اکھلیش یادو، بالإنجليزية: Akhilesh Yadav، بالفرنسية: Akhilesh Yadav)، (ولد في 1 يوليو 1973): هو سياسي هندي ورئيس وطني لسماجوادي، الذي شغل منصب رئيس وزراء أتر برديش العشرين. بعد أن تولى منصب رئيس الوزراء في 15 مارس 2012 في سن 38 عامًا، أصبح أصغر شخص يشغل هذا المنصب حتى الآن. كان أيضًا زعيم المعارضة في الجمعية التشريعية لأتر برديش من مارس 2022 إلى يونيو 2024. شغل منصب وزير الدفاع في حكومة الهند، وخدم ثلاث فترات كرئيس وزراء لأتر برديش.
حصل أخيليش ياداف على درجة الماجستير في الهندسة البيئية من جامعة سيدني، أستراليا.